# CX-1 (misil)
El Chaoxun-1 (CX-1) es un misil de crucero supersónico antibuque de fabricación china. El misil se exhibió por primera vez en la 10ª Exposición Internacional de Aviación y Aeroespacial de China, celebrada en noviembre de 2014 en Zhuhai (China).
Se cree que el CX-1 está fabricado exclusivamente para exportación, ya que sus especificaciones cumplen con los requisitos establecidos por el Régimen de Control de Tecnología de Misiles (MTCR), que restringe la exportación de misiles con cargas útiles superiores a 500 kilogramos a distancias superiores a 300 kilómetros. Se ha especulado con varios clientes potenciales, incluido Pakistán, ya que ha sido un importante receptor de armas chinas. Otros países incluyen Irán, aunque han estado intentando desarrollar capacidades de misiles nacionales para reducir la dependencia de proveedores extranjeros, y países de América del Sur y África, pero no se han nombrado países específicos y Rusia ha sido un proveedor establecido de sistemas similares en esas áreas.
Poco después de su presentación, se sospechaba que el CX-1 era una copia china del BrahMos ruso-indio , ya que comparte la distintiva entrada de aire de entrada de cono, la estructura de dos etapas y dimensiones similares de los BrahMos. China no es un usuario conocido del P-800 Oniks, en el que se basa BrahMos. Los analistas, así como fuentes militares indias, han negado que el CX-1 sea una copia del BrahMos, y más probablemente un derivado de otros misiles antibuque rusos que se han vendido a China a lo largo de los años. Si bien tienen un parecido superficial, las diferencias incluyen las alas, la guía y las paletas del propulsor, una parte delantera más pequeña, una entrada de aire diferente y un motor diferente. Es más probable que el CX-1 estuviera influenciado por otros misiles rusos operados por China, como el SS-N-22 Sunburn.